# Flurlingen
Flurlingen (toponimo tedesco) è un comune svizzero di 1 434 abitanti del Canton Zurigo, nel distretto di Andelfingen.

## Storia
Dal suo territorio nel 1840 è stata scorporata la località di Laufen-Uhwiesen, divenuta comune autonomo.

## Società

### Evoluzione demografica
L'evoluzione demografica è riportata nella seguente tabella:
Abitanti censiti

## Amministrazione
Ogni famiglia originaria del luogo fa parte del cosiddetto comune patriziale e ha la responsabilità della manutenzione di ogni bene ricadente all'interno dei confini del comune.